# Balseros
Balseros è un documentario del 2002 diretto da Carles Bosch e Josep Maria Domènech candidato al premio Oscar al miglior documentario.